# Lille sjö, Småland
Lille sjö är en sjö i Ljungby kommun i Småland och ingår i Lagans huvudavrinningsområde.